# Roman Parfinovich
Bản mẫu:Eastern Slavic name
Roman Yevgenyevich Parfinovich (tiếng Nga: Роман Евгеньевич Парфинович; sinh ngày 14 tháng 3 năm 1994) là một tiền vệ bóng đá người Nga. Anh thi đấu cho FC Sibir Novosibirsk.

## Sự nghiệp câu lạc bộ
Anh có màn ra mắt tại Russian Second Division cho FC Sibir-2 Novosibirsk vào ngày 29 tháng 4 năm 2012 trong trận đấu với FC Mostovik-Primorye Ussuriysk.